# Rumunia na Letnich Igrzyskach Olimpijskich 1960
Rumunię na Letnich Igrzyskach Olimpijskich 1960 reprezentowało 98 zawodników – 82 mężczyzn i 16 kobiet.

## Medale
| Medal  | Zawodnicy | Sport         | Konkurencja                 | Data |
| ------ | --- | ------------- | --------------------------- | ---- |
| złoto  | Iolanda Balaș | Lekkoatletyka | Skok w wzwyż kobiet         |      |
| złoto  | Ion Dumitrescu | Strzelectwo   | Trap mężczyzn               |      |
| złoto  | Dumitru Pîrvulescu | Zapasy        | Styl klasyczny do 52kg      |      |
| srebro | Ion Cernea | Zapasy        | Styl klasyczny do 57kg      |      |
| brąz   | Sonia Iovan-Inovan Elena Leuștean-Popescu Elena Mărgărit-Niculeșcu Atanasia Ionescu Uta Poreceanu Emilia Vătășoiu-Liță | Gimnastyka    | Wielobój kobiet drużynowo   |      |
| brąz   | Lia Manoliu | Lekkoatletyka | Rzut dyskiem kobiet         |      |
| brąz   | Ion Monea | Boks          | Waga średnia                |      |
| brąz   | Leon Rotman | Kajakarstwo   | C-1 1000m mężczyzn          |      |
| brąz   | Ion Țăranu | Zapasy        |                             |      |
| brąz   | Maria Vicol | Szermierka    | Floret indywidualnie kobiet |      |

## Wyniki

### Boks
Mężczyźni
- Mircea Dobrescu
- Constantin Gheorghiu
- Vasile Mariuțan
- Iosif Mihalic
- Ion Monea
- Vasile Neagu
- Gheorghe Negrea
- Nicolae Puiu
- Nicolae Stoenescu

### Gimnastyka
Kobiety
- Atanasia Ionescu
- Sonia Iovan-Inovan
- Elena Leuștean-Popescu
- Elena Mărgărit-Niculeșcu
- Uta Poreceanu
- Emilia Vătășoiu-Liță

### Jeździectwie
Mężczyźni
- Virgil Bărbuceanu
- Andrei Cadar
- Wilhelm Fleischer
- Gheorghe Langa
- Grigore Lupancu
- Vasile Pinciu
- Oscar Recer

### Kajakarstwo
Mężczyźni
- Mircea Anastasescu
- Dumitru Alexe
- Mercurie Ivanov
- Igor Lipalit
- Vasile Nicoară
- Leon Rotman
- Ion Sideri
- Stavru Teodorov
- Aurel Vernescu

Kobiety
- Elena Lipalit
- Maria Szekeli

### Kolarstwo
Mężczyźni
- Gheorghe Calcişcă
- Ion Cosma
- Ion Ioniță
- Gabriel Moiceanu
- Ludovic Zanoni
- Aurel Șelaru

### Lekkoatletyka
Mężczyźni
- Andrei Barabaș
- Alexandru Bizim
- Constantin Grecescu
- Cornel Porumb
- Zoltan Vamoș

Kobiety
- Iolanda Balaș
- Maria Diți-Diaconescu
- Florica Grecescu
- Lia Manoliu

### Piłka wodna
Mężczyźni
- Gavril Blajek
- Alexandru Bădiţă
- Anatol Grinţescu
- Ștefan Kroner
- Alexandru Szabo
- Aurel Zahan
- Mircea Ștefănescu

### Pływanie
Mężczyźni
- Mihai Mitrofan
- Alexandru Popescu

### Podnoszenie ciężarów
Mężczyźni
- Fitzi Balaș
- Lazăr Baroga

### Strzelectwo
Mężczyźni
- Constantin Antonescu
- Ion Dumitrescu
- Gheorghe Enache
- Marin Ferecatu
- Gavril Maghiar
- Ilie Nițu
- Ștefan Petrescu
- Nicolae Rotaru
- Iosif Sîrbu

### Szermierka
Mężczyźni
- Emeric Arus
- Atilla Csipler
- Ion Drîmbă
- Adalbert Gurath Jr.
- Tănase Mureșanu
- Dumitru Mustață
- Cornel Pelmuș
- Sorin Poenaru
- Ladislau Rohony
- Ion Santo
- Iosif Szilaghi

Kobiety
- Eugenia Mateianu
- Ecaterina Orb-Lazăr
- Olga Orban-Szabo
- Maria Vicol

### Wioślarstwo
Mężczyźni
- Martin Bieltz
- Ștefan Kurecska
- Petre Milincovici
- Ionel Petrov
- Ștefan Pongratz
- Gheorghe Riffelt
- Mircea Roger
- Iosif Varga

### Zapasy
Mężczyźni
- Valeriu Bularcă
- Ion Cernea
- Dumitru Gheorghe
- Gheorghe Popovici
- Dumitru Pîrvulescu
- Mihai Șulț
- Ion Țăranu